# Cyperus lhotskyanus
Cyperus lhotskyanus là loài thực vật có hoa trong họ Cói. Loài này được Beck mô tả khoa học đầu tiên năm 1884.